# Igreja Matriz de Lagoa
A Igreja Matriz de Lagoa, também conhecida como Igreja de Nossa Senhora da Luz, é uma igreja situada na cidade de Lagoa, na região e província histórica do Algarve, em Portugal.

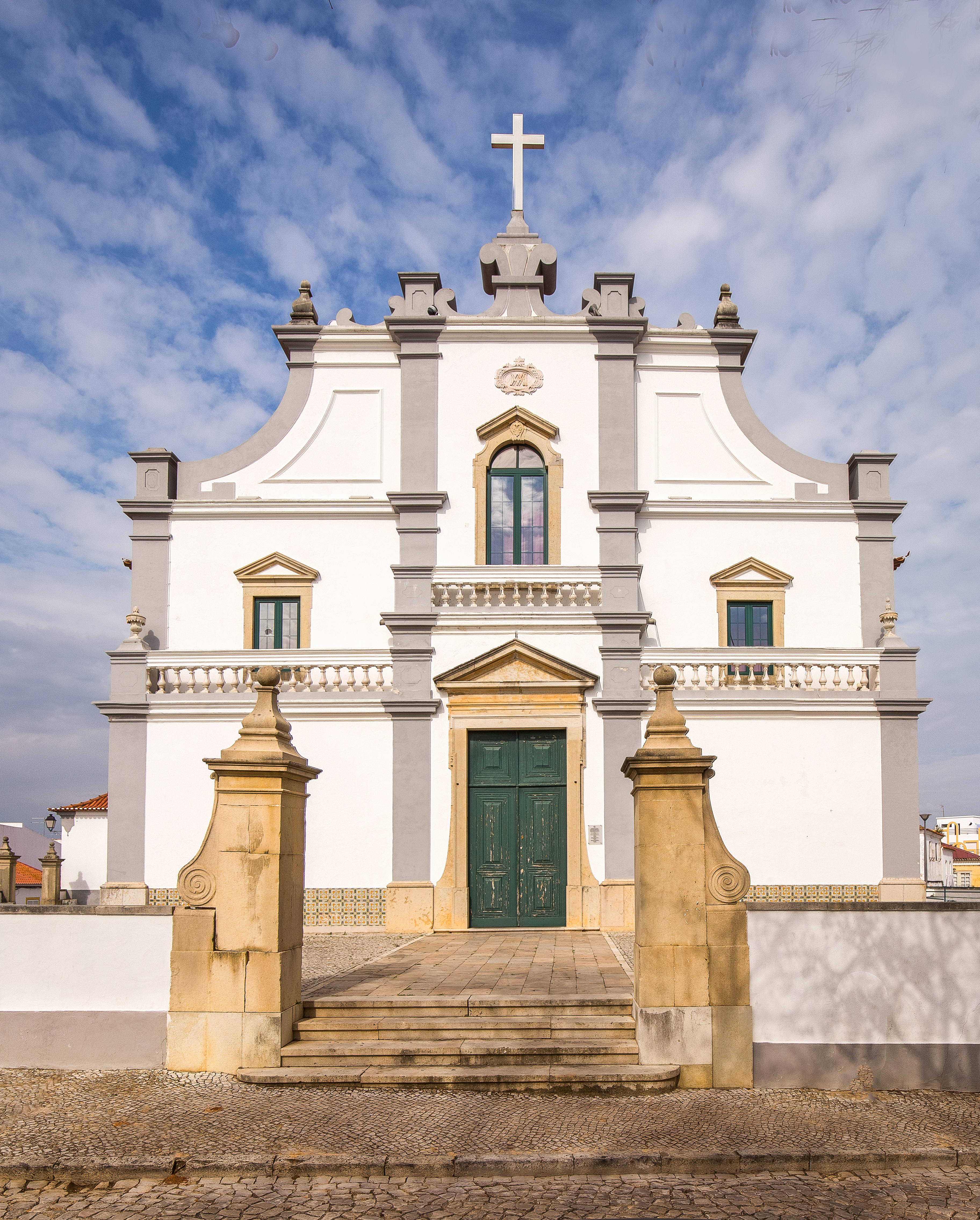
Fachada da Igreja Matriz de Lagoa (Algarve).

Do templo católico originário do século XVI resta-lhe apenas um portal de estilo manuelino localizado na torre sineira. O templo atual é datado dos anos finais do século XVIII e início do século XIX, e possui uma graciosa fachada barroca com elementos neoclássicos.
No interior de três naves destaca-se o retábulo do altar-mor, com uma imagem da padroeira, Nossa Senhora da Luz, datada do século XVIII, com grande qualidade artística, atribuída ao famoso escultor Machado de Castro, e ainda uma imagem do mártir São Sebastião. De referir também um importante conjunto de imagens e relicários dos séculos XVII e XVIII, com destaque para um curioso Menino Jesus deitado numa cama de madeira de estilo rocaille.
Na sacristia, pode ver-se um magnífico arcaz de madeira do Brasil, algumas alfaias religiosas de valor (uma naveta de prata do século XVIII e outras peças) e alguns vestígios arqueológicos do primitivo edifício manuelino.
No seu interior, repartem-se três naves, destacando-se, naturalmente, a imagem da Nossa Senhora da Luz, padroeira da paróquia, no altar-mor, e relicários dos séculos XVII e XVIII nos restantes altares.
No dia 8 de setembro celebra-se, anualmente, uma grandiosa procissão em honra da padroeira, Nossa Senhora da Luz.